# Damasip (militar)
Damasip (en llatí Damasippus, en grec antic Δαμάσιππος) fou un militar macedoni que després d'haver assassina al membres del synedrion o assemblea de Phacus, una ciutat macedònia, va fugir amb la seva dona i els seus fills.
Després va servir com a mercenari a l'exèrcit enviat per Ptolemeu VIII Evergetes II Fiscó (170-163 aC) a Grècia, i el va acompanyar a Creta i a Líbia, segons diu Polibi.